# 1565 Lemaître
1565 Lemaître este un asteroid care intersectează orbita planetei Marte.

## Descoperirea asteroidului
Asteroidul a fost descoperit de astronomul belgian Sylvain Arend, la 25 noiembrie 1948.

## Caracteristici
1565 Lemaître prezintă o orbită caracterizată de o semiaxă majoră egală cu 2,3935129 u.a. și de o excentricitate de 0,3476882, înclinată cu 21,45787° față de ecliptică. Perioada sa orbitală este de 1.352,5541294 de zile (3,70 de ani).

## Denumirea asteroidului
Asteroidul poartă numele canonicului, astronomului și fizicianului belgian Georges Lemaître (1894-1966) cunoscut prin teoria Big Bang-ului pe care a enunțat-o.
Denumirea provizorie a asteroidului era 1948 WA.